# Nathalie Marchino
Nathalie Marchino (27 de julho de 1981) é uma jogadora de rugby sevens colombiana.

## Carreira
Nathalie Marchino integrou o elenco da Seleção Colombiana Feminina de Rugbi de Sevens, na Rio 2016, que foi 12º colocada.